# 牧貴宏
牧 貴宏（まき たかひろ、1973年2月22日 - ）は日本の政治家、ローカルタレント。愛称は「MAKKY（マッキー）」。
タレントとしては大分県を中心に活動している。大分市議会議員（1期）。

## 略歴・人物
二級自動車整備士、自動車検査員として就業するかたわら、28歳のときにBMXのコースMCとしての活動を始めた。その後、活動の幅をイベント司会、ナレーション、テレビ・ラジオ番組でのリポーター、ラジオパーソナリティなどのタレント活動へと広げた。
2021年2月14日告示の大分市議会議員選挙において無所属で立候補し、同年21日の投開票の結果、得票数1位の7,833票で初当選。
身長182センチメートル、体重83キログラム。血液型O型。

## 出演

### テレビ
- かぼすタイム（大分放送）
- RaviC LIFE（大分放送）
- ぱんどら2（大分放送）
- OPASS-TV（大分放送）

### ラジオ
- もっとあなたと! COLORFUL PALETTE（大分放送）※土曜日担当
- 公園通り西2丁目（大分放送）
- ヲたラジ（大分放送）
- たかゆき・MAKKYの今晩マンゴー!（大分放送）

### その他
レース実況
- オートポリス
- SPA直入
- ソニックパーク安心院
- 大村湾サーキット

場内放送
- 耶馬溪アクアパーク